# Chevrolet Monza (Brasilien)
Der Name Chevrolet Monza wurde in Brasilien ab 1982 für die dortige Variante des Opel Ascona C (GM-J-Plattform) benutzt, die nichts mit dem US-Monza gemein hat.
Im März 1982 präsentierte General Motors Brasilien den dortigen Monza, eine vom Ascona C abgeleitete dreitürige Schräghecklimousine mit 73 PS (54 kW) starkem 1,6-Liter-Vierzylindermotor. Das Getriebe stammte von Isuzu, die Vorderachse von Holden und die Hinterachse wurde aus Deutschland zugeliefert. 1983 kam ein 86 PS (63 kW) starker 1,8-Liter hinzu, 1984 auch als 96 PS (71 kW) starke Ethanol-Version. Im Mai 1983 wurde zum Dreitürer die viertürige Stufenheckversion in die Produktion genommen, bald darauf folgte der Zweitürer. 
Ab September 1985 wurde auf Basis des Dreitürers die Sportversion Monza S/R mit einem auf 106 PS (78 kW) leistungsgesteigerten 1,8-Liter-Motor mit Doppelvergaser angeboten. Außerdem hatte das Modell Frontspoiler, schwarze Stoßstangen und seitliche Prallschilde, Breitreifen und Recaro-Sitze. Der S/R blieb zwei Jahre in Produktion.
Der Monza des Jahrgangs 1987 war auf Wunsch auch mit einem 110 PS (81 kW) starken Zweilitermotor erhältlich. Für 1988 erhielt er ein leichtes Facelift mit geänderten Stoßfängern, Frontspoiler und breiten seitlichen Stoßleisten; der Dreitürer entfiel.
1991 folgte eine große Modellpflege; die Frontpartie wurde um knapp 10 cm verlängert und tief nach unten gezogen, das höhere Heck wurde ebenfalls verlängert. Dadurch sank der Cw-Wert laut Werk von 0,39 auf 0,34. Zugleich erhielt der Zweilitermotor eine elektronisch geregelte Saugrohreinspritzung und leistete wahlweise 110 oder 121 PS (81/89 kW). 1995 wurde die Fertigung des Zweitürers eingestellt.

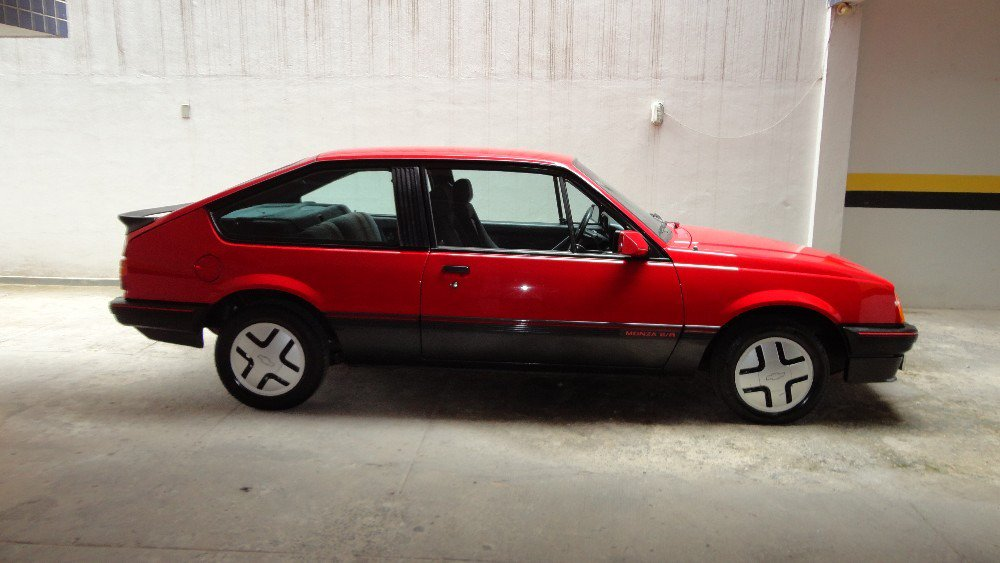
Fließhecklimousine

Ab März 1996 wurde der Monza vom Chevrolet Vectra der zweiten Generation abgelöst und kurz darauf aus der Produktion genommen.
In den Jahren 1984 bis 1986 war der Monza das meistverkaufte Auto Brasiliens.